# Кристерссон, Ульф
Ульф Яльмар Кристерссон (швед. Ulf Hjalmar Kristersson; род. 29 декабря 1963, Лунд, Швеция) — шведский политический и государственный деятель. Лидер Умеренной коалиционной партии с 2017 года. Премьер-министр Швеции с 18 октября 2022 года. В прошлом — министр социального обеспечения Швеции (2010—2014).

## Биография
Родился 29 декабря 1963 года в Лунде. Отец — экономист, мать — домохозяйка. Старший из трёх детей. Детство провёл в городе Торсхелла.
После школы служил в полку связи в коммуне Энчёпинг в 1983—1984 годах, окончил службу командиром взвода.
В 1988 году окончил экономический факультет Уппсальского университета, получил степень бакалавра.
В 1995—1998 возглавлял отдел маркетинга в шведском аналитическом центре Timbro, в 2000—2002 годах был руководителем PR-службы консалтинговой компании Connecta и фирмы по продаже недвижимости Adcore (ныне Klövern), а также консультантом по связям с общественностью в концерне цифровых технологий Network AB. В 2003—2006 годах занимал должность финансового советника в администрации города Эскильстуна. В 2003—2005 годах руководил шведским Центром усыновления. В 2006—2010 годах был заместителем мэра Стокгольма по вопросам социальной политики.
С 1988 по 1992 год Кристерссон возглавлял Умеренный молодёжный союз (молодёжную организацию Умеренной коалиционной партии).
После парламентских выборов 1991 года стал депутатом риксдага, где заменял Карла Бильдта, ставшего премьер-министром. Переизбран в 1994 и 1998 годах. Был членом Комитета социального обеспечения (1994—2000). Покинул риксдаг 30 апреля 2000 года, когда был заменён Маргаретой Седерфельт.
С 2010 по 2014 год — министр здравоохранения и социальных дел в правительстве Фредрика Райнфельдта.
По итогам парламентских выборов 2014 года вновь избран депутатом риксдага. Переизбран в 2018 и 2022 годах. Был заместителем председателя Комитета по рынку труда (2014) и Комитета по вопросам финансов (2014—2017), входил в состав Комитета по иностранным делам (2017—2022), член военной делегации (2017—2022).
На парламентских выборах 11 сентября 2022 года оппозиционный праволиберальный блок выиграл с незначительным перевесом у партий правящего красно-зелёного блока. Соглашение Тидё между христианскими демократами, либералами, умеренными и шведскими демократами было достигнуто 14 октября 2022 года. 17 октября риксдаг избрал Кристерссона в качестве премьер-министра. За Кристерссона проголосовали 176 депутатов из 349, против — 173. Вступил в должность 18 октября, когда было сформировано правительство.
В интервью 2025 года рассказал, что как и многие члены правительства советуется с искусственным интеллектом (сервисы ChatGPT и LeChat) для получения второго мнения о том, как следует поступать в политике.

## Личная жизнь
С 1991 года женат на Биргитте Паулине Кристерссон (в девичестве Эд, швед. Birgitta Paulina Kristersson Ed; род. 1968). В 2018 году Биргитта приняла решение стать священником Церкви Швеции. Удочерили ребёнка из Китая в 2000 году - девочку  в возрасте девяти месяцев по имени Сири (Carin Siri Xiaru Ed Kristersson; род. 1 июня 2000) и в 2004 году в возрасте 11 месяцев — двойняшек Сигне (Signe Paulina Yinglin Ed Kristersson; род. 24 июля 2003) и Эллен (Ellen Ed Kristersson; род. 24 июля 2003). 
Семья проживает в Стренгнесе.

## Награды
- Орден князя Ярослава Мудрого I степени (23 августа 2024 года, Украина) — за весомый личный вклад в укрепление межгосударственного сотрудничества, поддержку суверенитета и территориальной целостности Украины, популяризацию Украинского государства в мире[11]